# Gnézda
Gnézda (szlovákul: Hniezdne, korábban Gňazda, németül: Kniesen) község Szlovákiában, az Eperjesi kerület Ólublói járásában.

## Fekvése
Ólublótól 4 km-re nyugatra, az 543-as és 77-es utak kereszteződésében, a Poprád-folyó partján fekszik.

## Története
A települést egy Miklós nevű bíró alapította „Gnezdna” néven a 13. század közepén, a német soltészjog alapján. 1286-ban „Knysen” néven említik először. 1412-ben Zsigmond királytól szabad királyi városi rangot kapott. 1412-től 1772-ig Lengyelországhoz tartozott. Később újabb privilégiumokat kapott, melyek közül a legjelentősebb, hogy 1562-ben és 1566-ban megerősítették ősi adómentességi jogait. Ebben az időszakban kezdett kifejlődni a kézművesség is a városban. Lakói közt szabók, csizmadiák, kovácsok, sörfőzők voltak, akik 1636-ban céhekbe tömörültek. A 17. században alapították a település első egyházi iskoláját. 1696-ban egy tűzvészben 96 lakóház égett le, 1706-ban az egész város a templommal együtt leégett. Városképe a 18. század folyamán kezdett kialakulni, amikor számos késő barokk ház épült itt.
A 18. század végén Vályi András így ír róla: „GNAZNA. Knizen, Gnazdo. Mező Város, Szepes Vármegyében, földes Ura a’ Királyi Kamara, lakosai leginkább katolikusok, fekszik Podolinhoz nem meszsze, Poprád vizéhez is közel; egy azok a’ Városok közzűl, mellyeket Zsigmond Király a’ Lengyeleknek elzálogosított vala. Határja középszerű, réttye, legelője elég, fája mind a’ két féle, második Osztálybéli.”
A 19. században épültek jelentősebb épületei, 1820-ban a templom, 1840-ben a régi iskola. 1828-ban 1340 lakosa volt, akik főként mezőgazdasággal foglalkoztak.
Fényes Elek 1851-ben kiadott geográfiai szótárában így ír a településről: „Gnezda (Knezda, Kniezen), Szepes várm., a XVI. Szepesi városokhoz tartozó, a Poprád bal partján, ut. p. Lublyóhoz 3/4 órányira: 1338 kath., 3 evang. lak. Kath. paroch. templom. Német lakosi földmivelésből, mesterségekből, s kereskedésből élnek.”
Az 1877-es tűzvészben a templomtól a kismalomig az összes ház leégett. 1880-ban a városháza épült meg. Kénes forrására ekkor épült fel az első fürdő is, melyet a 20. század első felében korszerűsítettek. 1912-ben egy újabb tűzben a templom és tornya is károkat szenvedett. A trianoni diktátum előtt Szepes vármegye Ólublói járásához tartozott.
Fürdője a második világháborúban tönkrement. Lakossága 1946-ig német többségű volt, ekkor a németeket kitelepítették.

## Népessége
| Év:            | 1994. | 2004.   | 2014.   | 2024.   |
| -------------- | ----- | ------- | ------- | ------- |
| Emberek száma: | 1370  | 1397    | 1446    | 1401    |
| Eltérés:       |       | +1,97 % | +3,50 % | -3,11 % |

| Év:            | 2023. | 2024.   |
| -------------- | ----- | ------- |
| Emberek száma: | 1409  | 1401    |
| Eltérés:       |       | -0,56 % |

1910-ben 1080, többségben német lakosa volt, jelentős szlovák kisebbséggel.
2001-ben 1394 lakosából 1332 szlovák volt.
2011-ben 1463 lakosából 1338 szlovák és 72 cigány.

## Neves személyek
- Itt született 1813 körül Fuker András magyar orvosdoktor, szemész.
- Itt született 1845-ben Karsch Lollion kanonok, teológiai doktor és plébános.
- Itt hunyt el 1963-ban Jurán Vidor tanító, vadász, író, szerkesztő.

## Nevezetességei
- Szent Bertalan apostol tiszteletére szentelt, római katolikus plébániatemploma 1820-ban épült klasszicista stílusban. Barokk oltárai a 18. században készültek.
- A városháza épülete 1880-ban épült.
- A központban a 18. századi szepességi építészet számos gyöngyszeme látható, falain a Szent Családot, a Szent Keresztet és Szent Flóriánt ábrázoló faliképekkel.